# Закон вирішення за домовленістю
Закон вирішення за домовленістю (яп. 相対済令, аітай сумасі рей, «закон вирішення [суперечок] за домовленістю») — закон встановлений сьоґунатом Токуґава, за яким самурайський уряд відмовлявся приймати і розглядати позови щодо позик і боргів населення, і наказував вирішувати подібні проблеми лише шляхом їх обговорення між надавачем позики і боржником.

## Короткі відомості
Вперше закон був виданий у 1661 році (1 році Канбун), після чого перевидавався декілька разів. Його метою було зменшити рівень заборгованості в країні і врятувати від боргів безпосередніх васалів сьоґунату — самураїв класу хатамото. У 1719 році 8-й сьоґун Токуґава Йосімуне видав черговий закон «вирішення суперечок за домовленістю», у якому заявив, що сьоґунат на віки вічні відмовляється розглядати проблеми лихварів і їхніх боржників. Така позиція уряду спричинила хаос у фінансових колах Японії йпозики брати стало практично неможливо. Через недієвість закону, його було скасовано у 1729 році.